# 貴布祢
貴布祢（きぶね）は、浜松市浜名区の町名。住居表示未実施。

## 地理
浜名区の地理的東南部にあたり、浜北駅北側の市街地・住宅地にあたる。北で小林、北東で道本、東で西美薗、南東で沼、南で横須賀、南西で小松、西で平口に隣接する。

### 自治会・町内会
2007年7月現在の内容とする。
- 貴布祢第一自治会
  - 貴布祢1町内会(約190世帯)　貴布祢2町内会(約80世帯)　貴布祢3町内会(約150世帯)
- 貴布祢第二自治会
  - 貴布祢5町内会(約250世帯)
- 貴布祢第三自治会
  - 貴布祢6町内会(約70世帯)　貴布祢7町内会(約280世帯)
- 貴布祢第四自治会
  - 貴布祢4町内会(約800世帯)

## 世帯数と人口
2018年（平成30年）12月1日現在の世帯数と人口は以下の通りである。
| 大字   | 世帯数    | 人口    |
| ------ | --------- | ------- |
| 貴布祢 | 2,463世帯 | 6,377人 |

## 小・中学校の学区
市立小・中学校に通う場合、学区は以下の通りとなる。
| 町内会                 | 小学校               | 中学校                 |
| ---------------------- | -------------------- | ---------------------- |
| 小松八幡・法師軒町内会 | 浜松市立浜名小学校   | 浜松市立浜名中学校     |
| 道本町内会             | 浜松市立北浜北小学校 | 浜松市立北浜東部中学校 |
| 沼町内会               | 浜松市立北浜小学校   | 浜松市立北浜中学校     |
| その他                 | 浜松市立伎倍小学校   | 浜松市立北浜中学校     |

## 交通
- 美薗中央公園駅

## 施設
- なゆた・浜北
- 浜名区役所
- 浜松市立浜北図書館
- 浜松市浜北文化センター
- プレ葉ウォーク浜北
- はまきたプラザホテル

## その他

### 日本郵便
- 郵便番号 : 434-0038[2]（集配局：浜北郵便局[6]）。

### 警察
町内の警察の管轄区域は以下の通りである。
| 番・番地等 | 警察署     | 交番・駐在所 |
| ---------- | ---------- | ------------ |
| 全域       | 浜北警察署 | 北浜交番     |